# Ketengus typus
Ketengus typus — єдиний вид роду Ketengus родини Арієві ряду сомоподібних. Інша назва «великоротий морський сом». Наукова назва походить від словосполучення keteng chapori, що мовою гінді значить прирічковий суходіл.

## Опис
Загальна довжина досягає 25 см. Голова коротка, масивна. Рот широкий. Звідси походить інша назва цього сома. Очі доволі великі. Є 2 пари коротких вусів біля кутів рота. Спинний плавець високий, з 7-8 м'якими променями й 1 жорстким. Грудні плавці помірно довгі. Черевні плавці витягнуті, маленькі. Жировий плавець маленький, тонкий. Анальний плавець довгий. Хвостовий плавець витягнутий, але не довгий, розрізаний.
Забарвлення коричнювате.

## Спосіб життя
Зустрічається в морських, солонуватих і прісних водах, зокрема в естуаріях, нижніх течіях річок. Цей сом активний у присмерку, є демерсальним. Живиться ракоподібними і дрібною рибою.

## Розповсюдження
Мешкає у водоймах від східної Індії до Індонезії, а також на Андаманських островах.